# Cephaloleia flavipennis
Cephaloleia flavipennis es un coleóptero de la familia Chrysomelidae.
Fue descrita científicamente en 1869 por Baly.